# Ostermarsch

Friedenssymbol der Campaign for Nuclear Disarmament

Der Ostermarsch ist eine von pazifistischen oder antimilitaristischen Motiven getragene, in Form von Demonstrationen und Kundgebungen regelmäßig jährlich durchgeführte politische Ausdrucksform der Friedensbewegung in Deutschland. Ihre Ursprünge gehen auf britische Kernwaffengegner der Kampagne für nukleare Abrüstung mit den „Aldermaston Marches“ in den 1950er Jahren zurück.

## Hintergrund
Die Anstöße für Marsch-Aktionen sind sowohl in Großbritannien als auch in Deutschland von Friedensaktivisten der War Resisters’ International/Internationale der Kriegsdienstgegner (IdK e. V.) ausgegangen.
Das britische Direct Action Committee Against Nuclear War engagierte sich in gewaltfreien Aktionen, „um den totalen Verzicht auf den Atomkrieg und seine Waffen als einen ersten Schritt zur Abrüstung durch Großbritannien und alle anderen Länder zu erreichen“ („to assist the conducting of non-violent direct action to obtain the total renunciation of nuclear war and its weapons by Britain and all other countries as a first step in disarmament“), und war Gründungsmitglied der britischen Campaign for Nuclear Disarmament (CND). Diese organisierte Ostern 1958 einen Marsch von London zum Kernforschungszentrum Aldermaston und mobilisierte dabei rund 10.000 Menschen gegen die nukleare Aufrüstung. Hieraus entwickelten sich solche Demonstrationsmärsche zu Ostern auch in anderen westeuropäischen Ländern. Lediglich in Deutschland haben diese unter dem Namen Ostermärsche eine bis heute regelmäßig jährlich stattfindende tradierte Ausdrucksform der Friedensbewegung entwickelt.

## Ostermärsche in der Bundesrepublik Deutschland

### Anfänge

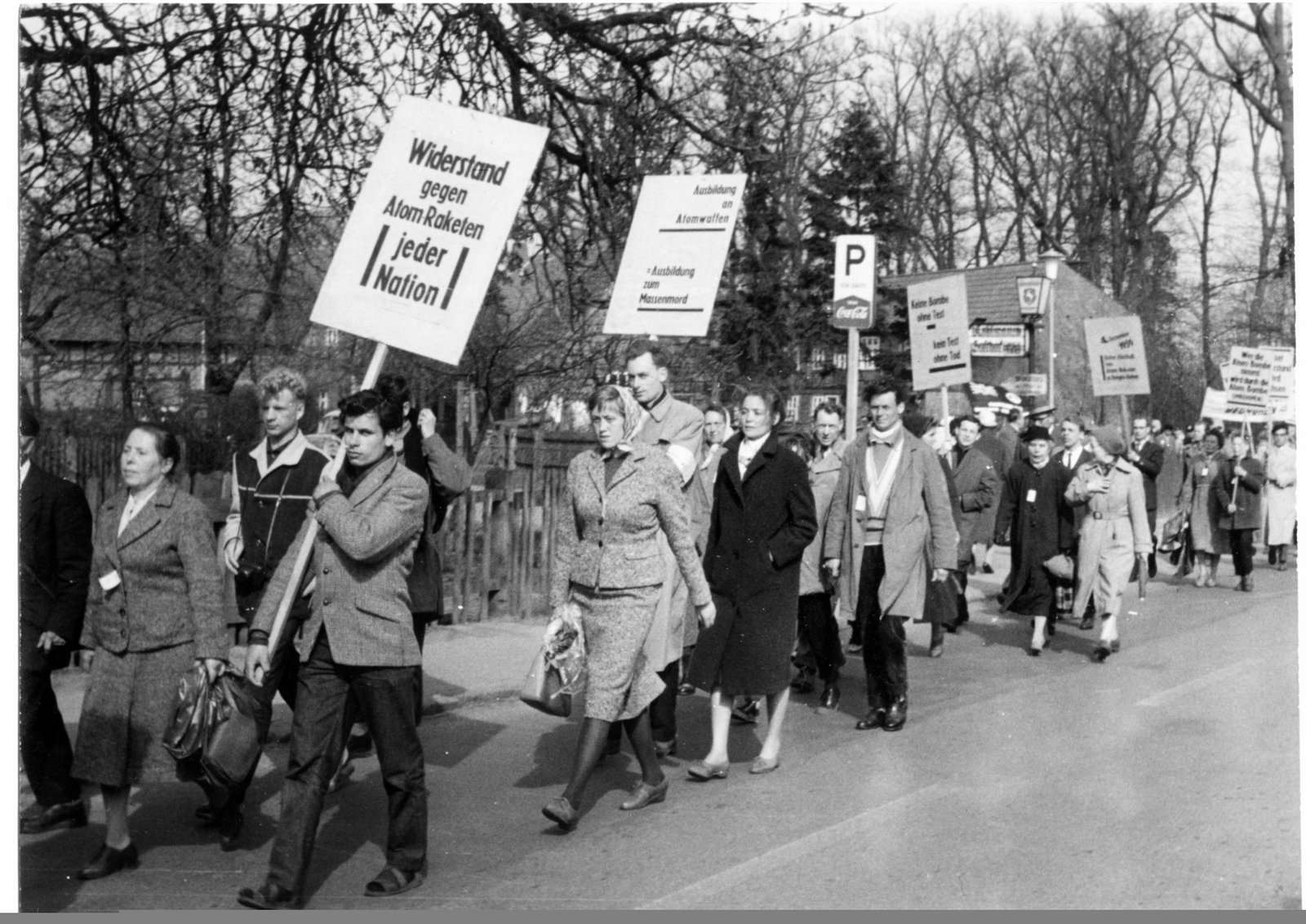
Ostermarsch 1960 von Hamburg nach Bergen-Hohne

Einen Vorläufer der Ostermärsche organisierte die hessische Naturfreundejugend 1959 aus Anlass ihres Landesjugendtreffens. Der Marsch, noch unter dem Motto Kampf dem Atomtod, führte von Hanau-Steinheim nach Offenbach am Main. Mitorganisator war der 1958 zum Landesjugendsekretär der hessischen Naturfreundejugend gewählte Klaus Vack, der von 1961 an acht Ostermärsche mitkonzipierte und organisierte.
1960 wurden in der Bundesrepublik Deutschland die ersten Ostermärsche aus dem pazifistischen Aktionskreis für Gewaltlosigkeit heraus angeregt, nachdem Pressemeldungen den Beginn der Erprobung von Honest-John-Atomraketen auf dem Truppenübungsplatz Bergen gemeldet hatten. Konrad Tempel, wie seine spätere Frau Helga Stolle, befreundet mit Mitgliedern des Direct Action Committees und Quäker, konnte pazifistische Gruppen in Hamburg (siehe Foto), Bremen, Hannover und Braunschweig für einen norddeutschen mehrtägigen Sternmarsch gewinnen, der ein Schweigemarsch hinter einem Holzkreuz war. Die Demonstration endete am Ostermontag 1960 mit rund 1200 Teilnehmern beim Truppenübungsplatz Bergen-Hohne.
Nach diesem ersten Ostermarsch kam es zu einem Treffen in Hannover, bei dem verabredet wurde, 1961 mehrere Ostermärsche in der Bundesrepublik zu organisieren.

### Ostermärsche von 1960 bis 1970

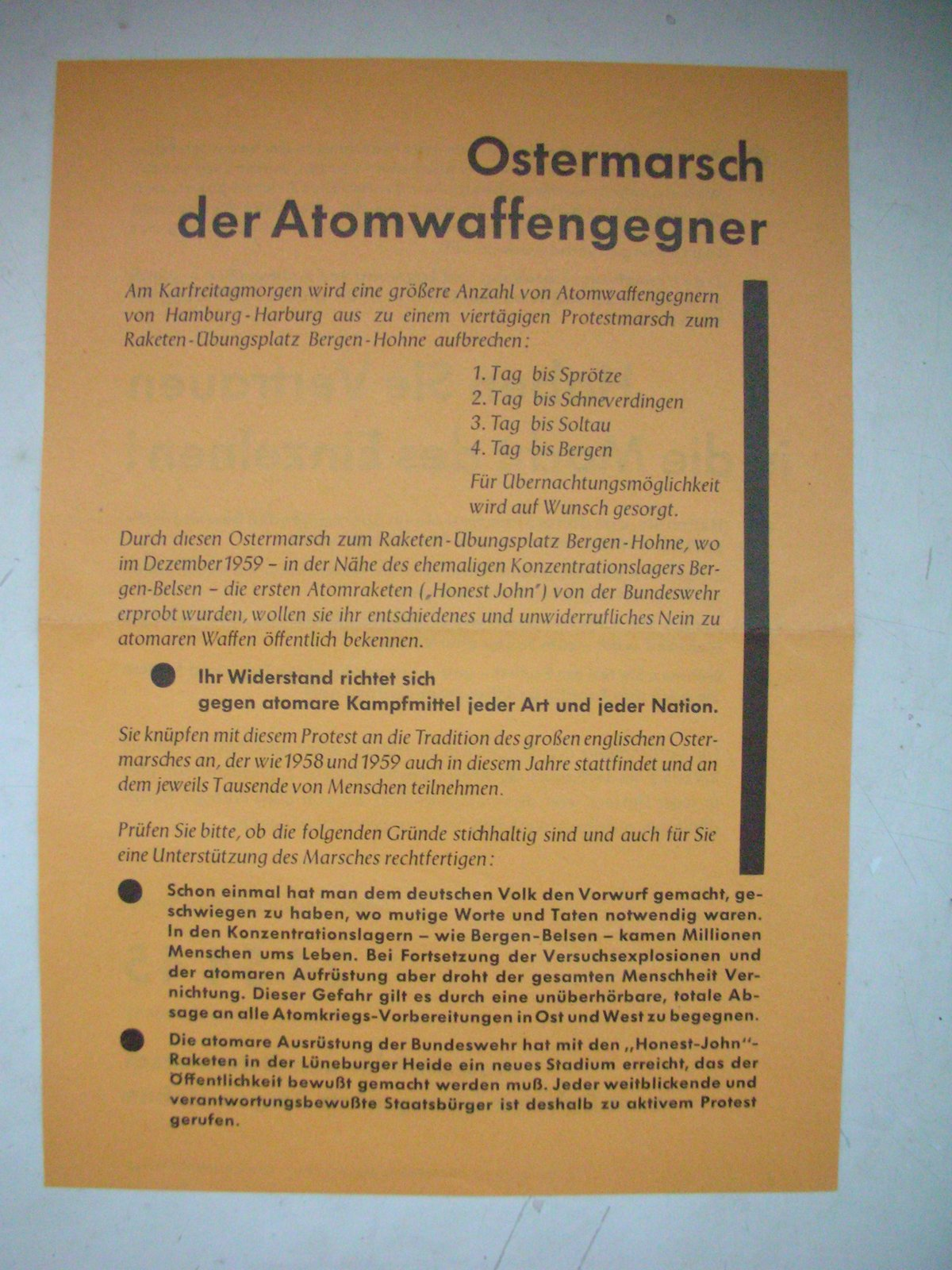
Erstes deutsches Ostermarsch-Flugblatt

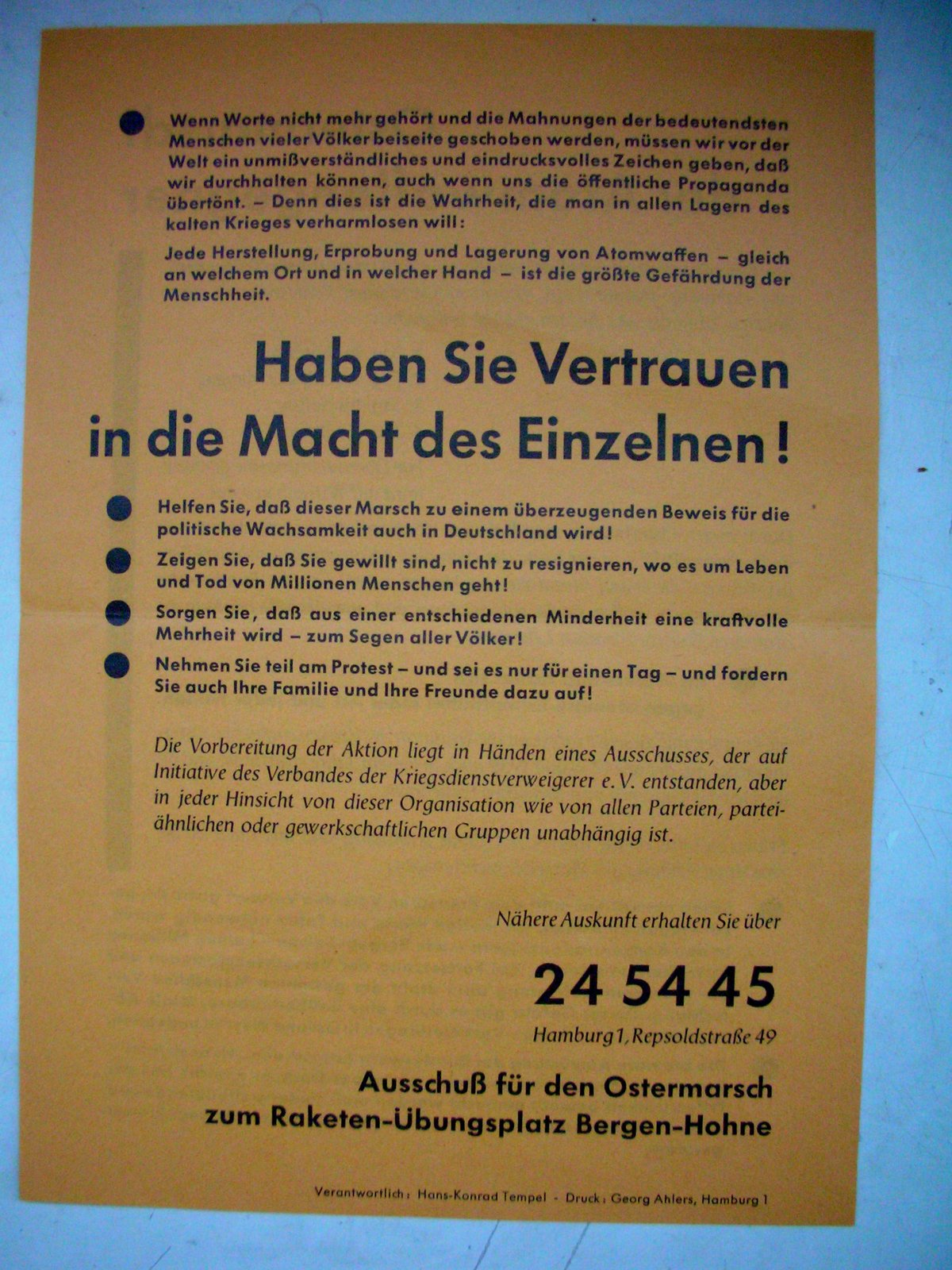
Rückseite

Der damalige deutsche Bundeskanzler Konrad Adenauer erklärte am 5. April 1957 auf einer Pressekonferenz, die neue Generation von taktischen Nuklearwaffen sei „nichts weiter als die Weiterentwicklung der Artillerie. Selbstverständlich können wir nicht darauf verzichten, dass unsere Truppen auch in der normalen Bewaffnung die neueste Entwicklung mitmachen.“ Er bezog sich dabei auf eine neue militärische Doktrin des US-amerikanischen Verteidigungsministers Charles Erwin Wilson, der neben dem Einsatz strategischer Nuklearraketen („massive Vergeltung“) auch einen Einsatz taktischer Atombomben unterhalb der „Armageddon-Schwelle“ als eine strategische Option formuliert hatte („abgestufte Abschreckung“).
Bundeskanzler Konrad Adenauer hatte von den USA den alleinigen Zugriff auf Atomsprengköpfe verlangt, die zum Abschuss durch Artillerie mit einer Reichweite von 15 bis 20 Kilometern geeignet waren. Diese Option versuchte die Adenauerregierung im Rahmen der Wiederbewaffnung der Bundesrepublik durchzusetzen. Die Forderung wurde jedoch von den Alliierten, vor allem den USA, abgewiesen. Bis heute liegen atomare Sprengköpfe im Rahmen der Nuklearen Teilhabe gemeinsam bewacht von Deutschen und Amerikanern in Deutschland (Fliegerhorst Büchel). Deren Abzug ist eine Forderung der Friedensbewegung.
Gegen diese geplante Aufrüstung formierte sich, mit Unterstützung der SPD und der Gewerkschaften, die Kampagne Kampf dem Atomtod. Doch weder die breite Ablehnung innerhalb der Bevölkerung, noch die von den Kirchen, den Gewerkschaften und der SPD mitgetragenen Massenaktionen vermochten einen Aufrüstungsbeschluss des Bundestages am 25. März 1958 zu verhindern. Am 17. April 1958 fanden Demonstrationen in Bremen, Kiel, München, Mannheim, Dortmund Essen und Hamburg statt. In der Hansestadt standen die meisten städtischen Verkehrsmittel fast eine Stunde still, um ihren Mitarbeitern die Teilnahme zu ermöglichen. Im Anschluss an diese bis dahin größte politische Demonstration der Nachkriegszeit mit weit über 120.000 Teilnehmenden fand die erste deutsche „Mahnwache“ statt, mit der der Hamburger Aktionskreis für Gewaltlosigkeit 14 Tage und Nächte gegen die geplante Atombewaffnung protestierte (hier entstand der Begriff „Mahnwache“). Im Frühjahr 1958 erreichten die Massenkundgebungen insgesamt etwa 1,5 Millionen Teilnehmer. Die SPD zog sich jedoch aus der Kampagne zurück. Dieses politische Vakuum bildete den Nährboden für die sich entwickelnde Außerparlamentarische Opposition (APO), die 1961 erstmals bundesweit in Erscheinung trat.
Die Ostermärsche wurden von Anfang an als kommunistisch unterwanderte Veranstaltungen diffamiert und konnten meist nur unter teils schikanösen behördlichen Auflagen stattfinden. Was das bedeutete, beschrieb Klaus Vack am Beispiel des ersten hessischen Ostermarsches, der 1961 von Miltenberg nach Frankfurt führte.

„Nicht nur die bayerische Polizei sorgte dafür, dass der Ostermarsch ein polizeiverordnungsgemäßer, eng gehegter Marsch wurde. Ein Regelfanatismus in bürokratisch abgestandener Gestalt. Unter vielen anderen polizeilichen haarsträubenden Auflagen: die auf der Demonstration mitgetragenen Transparente mussten vorab eingereicht und genehmigt werden; nur auf Landstraßen der 3. Ordnung durfte gegangen werden; selbstredend musste in Zweierreihen marschieit werden; […] Kundgebungen durften nur an ausgesuchten Rändern stattfinden; war eine Bundesstraße zu überqueren, mussten die Transparente eingerollt, die Demonstration vorübergehend aufgelöst und einzeln die hehre, hoheitliche Straße überquert werden; Lautsprecher, zunächst nur Blechtüten, waren bis 1963 verboten; und so weiter und so fort. Wir hielten uns dran und auch nicht.“

Erster Sprecher der Kampagne war Konrad Tempel; ihm folgte 1964 Andreas Buro. Klaus Vack, der seit 1961 als Sekretär des Verbands der Kriegsdienstverweigerer von Offenbach aus die Organisation der Ostermärsche managte, wurde 1965 Sekretär des Zentralen Ausschusses der Ostermarsch-Bewegung. Er stand einer Bürogemeinschaft vor, in der die Naturfreundejugend Hessen, der Verband der Kriegsdienstverweigerer und die Kampagne für Abrüstung über lange Jahre hinweg zusammenarbeiteten. Diese verfügte über „drei Räume, Aktenordner, Karteikästen, eine Adrema, Telefon, Schreibmaschinen, Fax, Kopierer und einen legendären Rotaprint-Drucker. Und es hatte mit Klaus Vack einen politisch und organisatorisch versierten Sekretär – und mit seiner Frau Hanne die perfekte Büroleiterin. Wenn es nötig war, konnten sie auf viele freiwillige Helferinnen und Helfer zurückgreifen, vor allem aus dem Kreis der Offenbacher Naturfreunde.“ Dort wurden weiterhin klassische Protestkampagnen konzipiert und koordiniert, doch so, wie sich mit der Studentenbewegung neue Protestformen in Deutschland etablierten (Sit-ins, Go-ins, Teach-ins), so entstanden selbst im Umfeld der Ostermärsche neue „Aktionsformen, die auch den Gag nicht verschmähten und auf die Eroberung von Aufmerksamkeit gerichtet waren (Aktion »Volkssärg«, »BALD-Zeitung«, »Seid nett zu Springer, enteignet ihn jetzt« und ähnliche)“.
Der Protest richtete sich anfänglich ausschließlich „gegen atomare Kampfmittel jeder Art und jeder Nation“ in Ost und West. Aufgrund der Erfahrungen mit der Kampf-dem-Atomtod-Bewegung, und um eine Vereinnahmung durch Aktivisten von linken Organisationen zu verhindern, wurde in einem gemeinsamen Flugblatt das nötige „Vertrauen in die Macht des Einzelnen“ betont, damit „aus einer entschiedenen Minderheit eine kraftvolle Mehrheit“ werden könne.

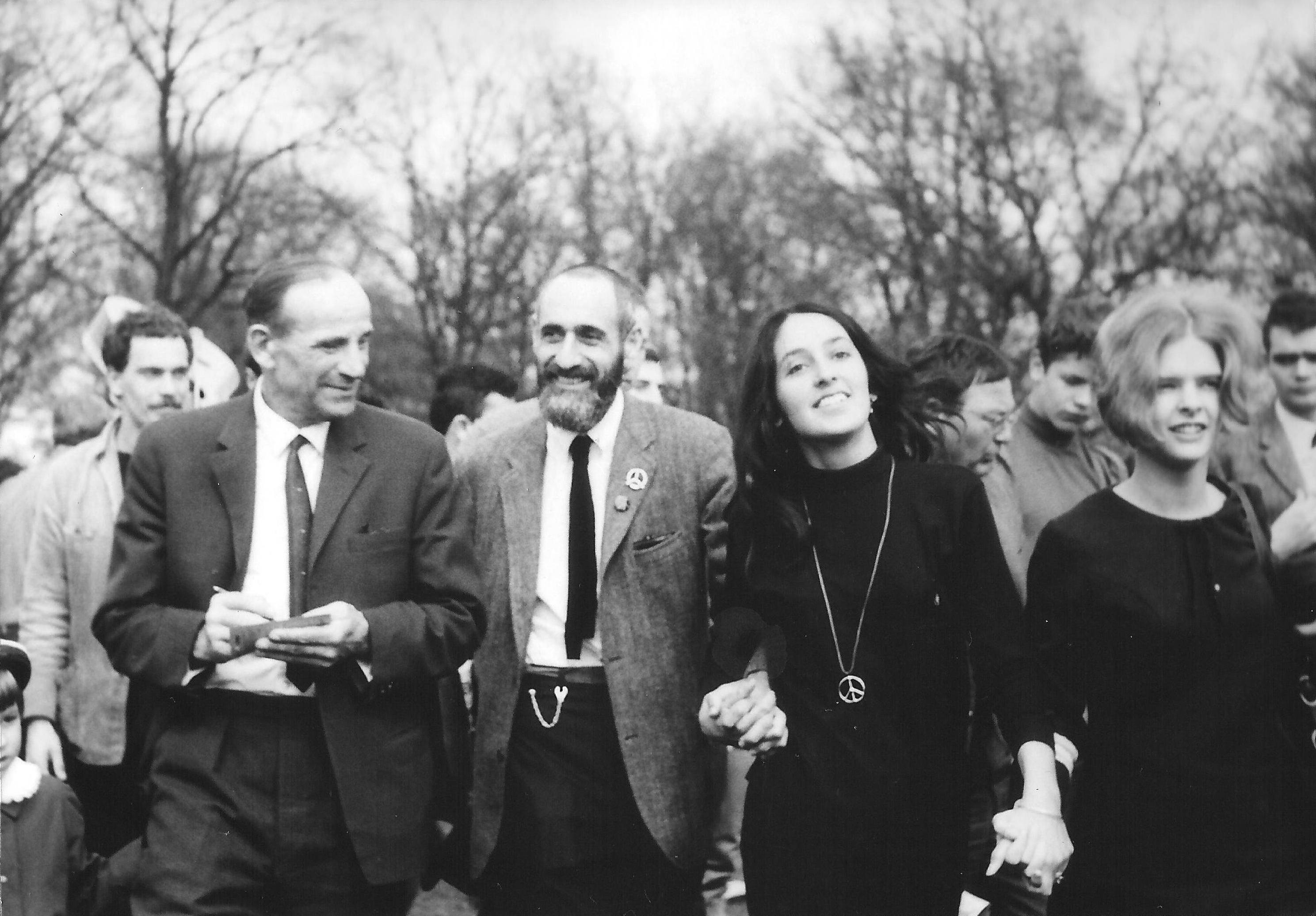
Joan Baez beim Ostermarsch 1966 (rechts hinter ihr: Wolfgang Neuss; bei dem Mann neben ihr handelt es sich um den amerikanischen Friedensaktivisten Ira Sandperl)

In den folgenden Jahren gingen an den Osterfeiertagen immer mehr Menschen an immer mehr Orten auf die Straße, um für ein Ende der atomaren Bewaffnung und des nuklearen Wettrüstens in beiden Lagern des Kalten Krieges zu demonstrieren. Bedeutende Persönlichkeiten wie Erich Kuby und Robert Jungk, der Bundestagsabgeordnete Arno Behrisch und der Theologe Martin Niemöller erklärten ihre Zustimmung, später kamen u. a. Ernst Rowohlt, Stefan Andres, Erich Kästner, Heinz Hilpert, Robert Scholl, Helmut Gollwitzer und Bertrand Russell dazu. Einen der Höhepunkte des Ostermarsches 1966 bildete die Teilnahme von Joan Baez.

Bereits von den ersten Osteraktionen an beteiligten sich an den Märschen neben Pazifisten Rüstungsgegner aus der Arbeiterbewegung und religiös motivierte Einzelne. Auch durch die folgende Kooperation verschiedener Strömungen und die lebhaften internen Diskussionen gelangte man zu immer konkreteren, politischen Forderungen (z. B. die Forderung nach atomwaffenfreien Zonen, entsprechend dem Rapacki-Plan). Dadurch wurde sie zu einer außerparlamentarischen Sammlungsbewegung, deren jährliche Teilnehmerzahl bis 1968 auf 300.000 stieg. Die Kampagne änderte ihren Namen von „Kampagne für Abrüstung“ (1963) zu „Kampagne für Demokratie und Abrüstung“ (1968). Typisch waren die Friedenslieder von Gerd Semmer und Fasia Jansen.
Buro schätzte das später wie folgt ein:

„Die Grundstruktur der Ostermarsch-Bewegung vermied … eine entscheidende Blockade für Massenlernprozesse: Es gab keine avantgardistischen Kader, die wie Lehrer in der Schule das richtige Lernergebnis schon kannten und die Massenbewegungen im Sinne eines Vorfelds dieser 'Avantgarde' nur mehr oder weniger offen zu diesem Ergebnis steuerten. Beim Ostermarsch waren die Organisatoren selbst in den gemeinsamen Lernprozess eingebunden. Das Lernen aus eigenen Erfahrungen erzeugte überhaupt erst die Bereitschaft zu selbsttätigem Lernen auf breiter Basis.“

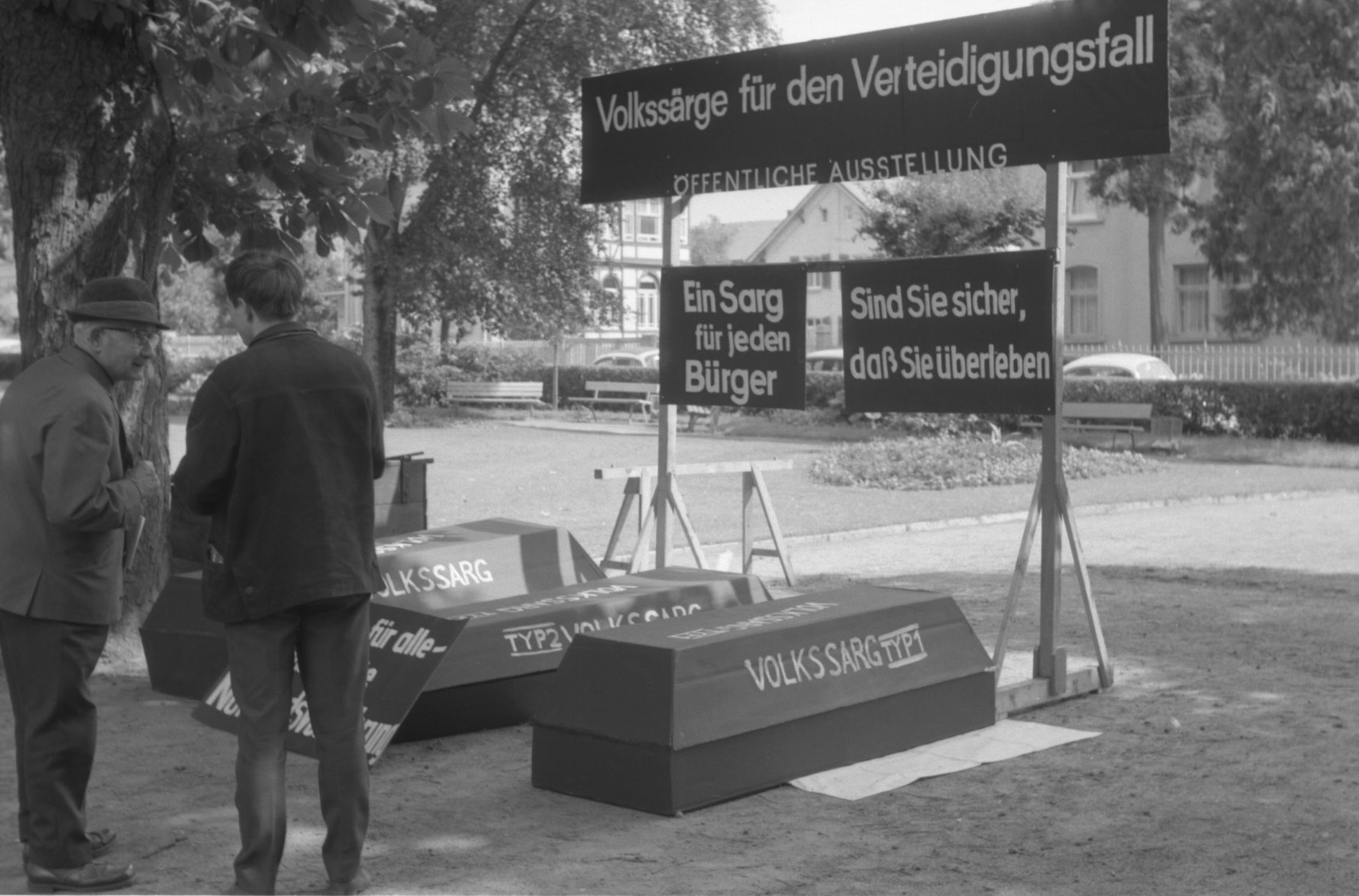
Infostand mit Volkssärgen in Oberursel

Die Ostermarschbewegung engagierte sich schon früh im Widerstand gegen die Notstandsgesetze. Beispielhaft zählt hierzu die oben schon erwähnte Aktion »Volkssarg« im Jahr 1965. Die Aktion fand in Hanau, Oberursel und Offenbach statt, und ein vorbereitendes Flugblatt informierte die dortigen Bürger darüber, dass der Bundestag in einem Gesetz den Luftschutz wiederbelebt und darüber hinaus ein Gesetz über die Bereitstellung von Volkssärgen für den Verteidigungsfall (Bundessargbevorratungsgesetz) beschlossen habe. Die Bevölkerung wurde in dem Flugblatt aufgefordert, sich einen Volkssarg anzuschaffen, und solle sich vorab auf einer öffentlichen Volkssargausstellung über die amtlich geprüften Typen und deren richtige Verwendung informieren. In der Tat fanden dann zu den im Flugblatt angekündigten Terminen in den drei Orten öffentliche Präsentationen der Volkssärge statt.
Als Initiator des angeblichen Bundessargbevorratungsgesetzes machte die Illustrierte Der Stern Egon Becker aus und zitierte ihn mit den Worten: „Als Physiker kann ich mir ein Bild von den Auswirkungen eines Atomkrieges machen. Da erscheinen einem die Vorkehrungen des Notstandsgesetzes noch sinnloser als dem Laien.“ Süffisant wird in dem Stern-Artikel anerkannt: „Was die Ostermarschierer wegen ihrer Sektierer- und Wiedertäuferallüren bisher nicht erreichten, das hat ihnen Volkssarg-Beckers schwarzer Humor verschafft: die Aufmerksamkeit der Öffentlichkeit. Zum ersten mal ist eine ihrer Aktionen auch von Andersgläubigen ernst genommen worden.“
CDU-nahe Publikationen sahen in der Aktion »Volkssarg« eine „makabre Aktion der neutralistischen ‚Ostermarschierer‘“, durch die vor allem alte Leute „irregeführt und in Angst versetzt“ worden seien. Becker wurde 1965 in Frankfurt mehrfach angeklagt: wegen Staatsverleumdung, wegen Verstoßes gegen das Versammlungsgesetz und wegen „Amtsanmaßung“ infolge der Aktion Volkssarg, wobei es auch darum ging, ob man sich ein nicht existentes Amt überhaupt anmaßen kann. Diese Verfahren wurden eingestellt.
Unter dem Eindruck der Notstandsgesetzgebung (1968), der militärischen Niederschlagung des Prager Frühlings durch den Warschauer Pakt (1968), der Bildung einer sozialliberalen Bundesregierung (1969) und den damit einhergehenden und sich verstärkenden politischen Differenzen innerhalb der Bewegung spaltete sich 1969 die Ostermarsch-Bewegung und beendete 1970 ihre Aktionen. In einer im Juli 1970 veröffentlichten Erklärung, unterzeichnet von Andreas Buro, Christel Beilmann, Heiner Halberstadt, Arno Klönne und Klaus Vack, erklären die fünf Gründungsmitglieder der „Kampagne für Demokratie und Abrüstung“ ihren bereits 1969 erfolgten Austritt aus der Organisation. Sie erachteten sie „in der heutigen Situation strukturell überholt“ und monierten die nicht mehr gegebene Breite an politischen Richtungen. Vor allem aber unterstellten sie den der DKP nahestehenden Kreisen bei ihrem Festhalten an den gegebenen Strukturen eine „Anhänglichkeit an die Kampagne“, die mehr durch parteipolitische Disziplin als durch echte Erwartungen bestimmt‟ sei. Demgegenüber setzten sie auf „die Möglichkeit, in neuen Formen zu einer Kooperation der radikaldemokratischen und linken Gruppierungen zu kommen“. Um diesen „neuen Formen der politischen Zusammenarbeit Raum zu schaffen“, hatte Klaus Vack zusammen mit Andreas Buro und anderen bereits 1969 in Offenbach das „Sozialistische Büro“ („SB“) gegründet, ein Informations- und Organisationszentrum für Gruppierungen linker und undogmatischer Sozialisten, das die monatlich erscheinende Zeitschrift links herausgab.

### Neuer Aufschwung ab 1979
Ihren zweiten Aufschwung und Höhepunkt erfuhren die Ostermärsche von 1979 bis 1990 in der Bewegung gegen die Neutronenbombe und den NATO-Doppelbeschluss zur Stationierung von Kurz- und Mittelstrecken-Atomwaffen in der Bundesrepublik. 1983 nahmen etwa 700.000 Menschen an verschiedenen Aktionen zum Frieden teil. Die Ostermärsche waren und sind immer nur eine Demonstrationsform unter den vielfältigen Aktionen, die von der Friedensbewegung ausgingen.

## Ostermärsche in der DDR
Ähnlich wie in Westdeutschland auch war es vor allem die evangelische Kirche in der DDR, die sich frühzeitig gegen die Militarisierung wandte. Aber während die Proteste gegen die Wiederbewaffnung Deutschlands und gegen die Atompolitik der Adenauer-Regierung in der Bundesrepublik von Anfang an offen ausgetragen wurden (Kampagne „Kampf dem Atomtod“ der Gewerkschaften und der SPD 1958, Ostermärsche ab 1960), sollte es in der DDR Jahrzehnte dauern, bis offener Protest möglich wurde.

## Ostermärsche im wiedervereinigten Deutschland

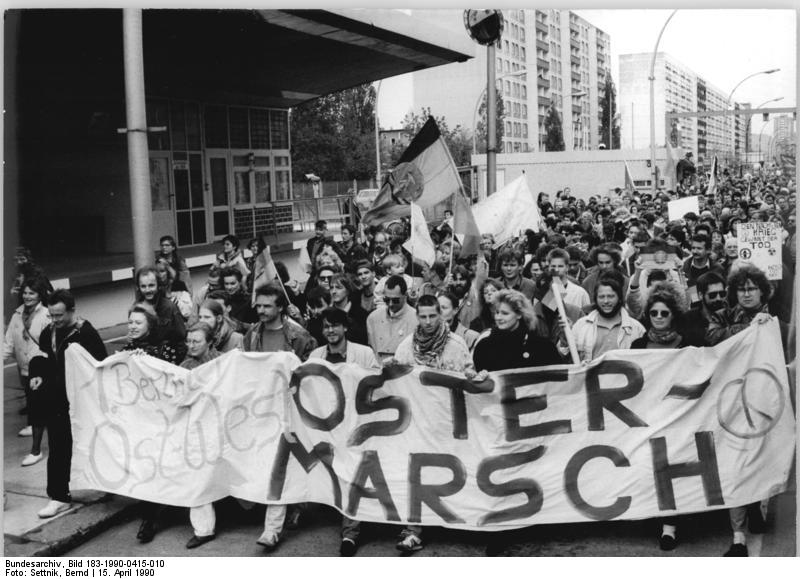
Erster gesamtdeutscher Ostermarsch am ehemaligen Grenzübergang Heinrich-Heine-Straße in Berlin, 1990

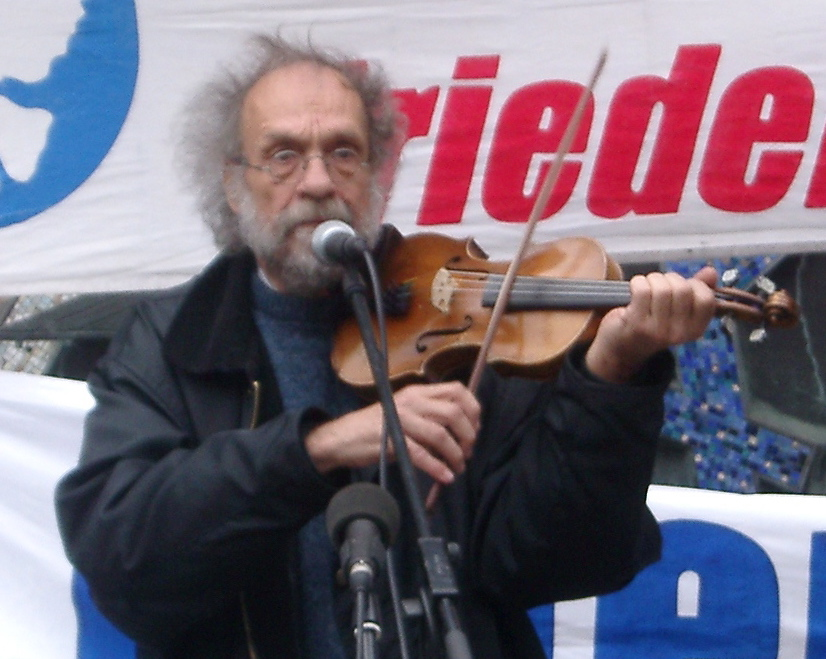
Klaus der Geiger auf dem Ostermarsch 2006 in Düsseldorf

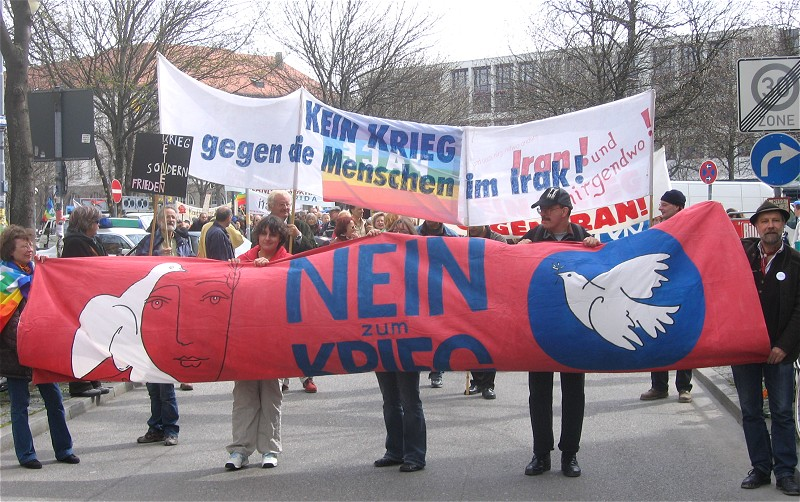
Ostermarsch München 2006

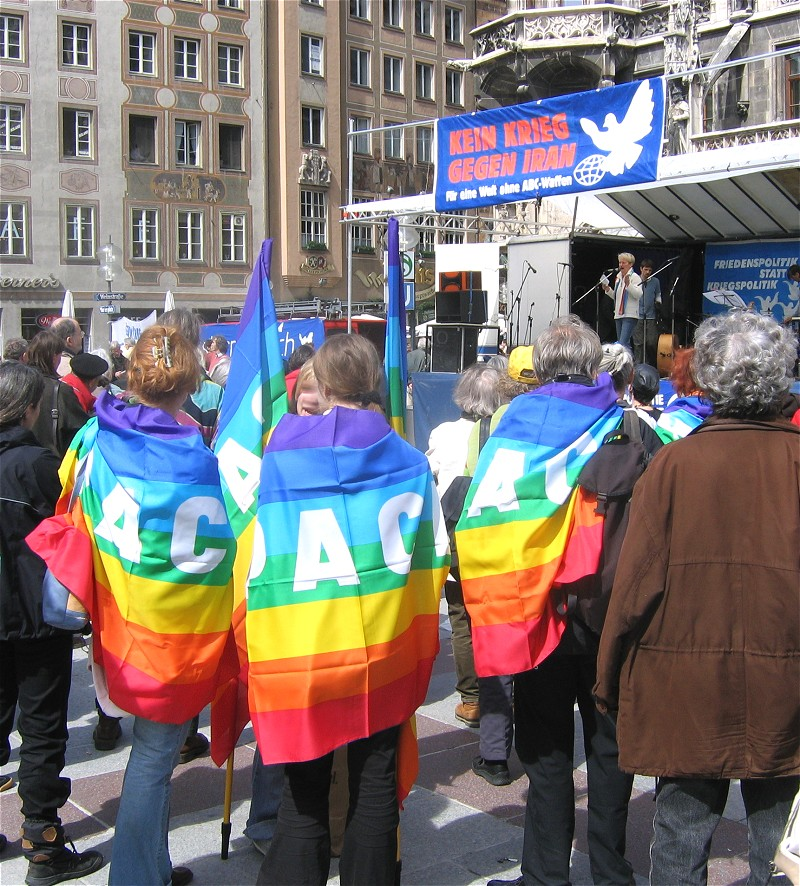
Ostermarsch München 2006

Seit dem Ende des Kalten Krieges zwischen Ost und West veränderte sich die Arbeit der Friedensbewegung grundlegend. Seit dieser Zeit wurden auf den Ostermärschen die jeweiligen Themenschwerpunkte und Forderungen der Friedensbewegung vorgetragen und die geplanten Aktivitäten bekannt gemacht.
Die Ostermärsche werden von Friedensgruppen auf regionaler und lokaler Ebene organisiert und durchgeführt. Daher variieren die Themenschwerpunkte der Aufrufe und Reden von Stadt zu Stadt.
Langjähriger Sprecher des früheren bundesweiten Ostermarschbüros in Frankfurt am Main war Willi van Ooyen. In den letzten Jahren fungiert das Netzwerk Friedenskooperative in Bonn als Koordinierungsstelle.
Auch 2018, 60 Jahre nach dem ersten Ostermarsch 1958 in England, war die Vision einer atomwaffenfreien Welt vielen Menschen ein sehr wichtiges Anliegen. Daher forderten Aktivisten den Abzug der US-Atomwaffen aus Büchel und den Beitritt Deutschlands zum Atomwaffenverbotsvertrag. Das Motto in Berlin lautete: „Abrüsten statt aufrüsten - Rüstungsexporte stoppen“.
2019 fanden in rund 100 Städten über Ostern Ostermärsche statt. Zentrale Forderungen waren militärische Abrüstung, eine atomwaffenfreie Welt und der Stopp deutscher Rüstungsexporte. Es kamen neue Ostermärsche hinzu und die Zahl der Teilnehmenden stieg erneut an.
Aufgrund des Kontaktverbotes ab 22. März 2020 während der Corona-Krise gab es 2020 in vielen Städten statt der Märsche und Kundgebungen alternative Aktionen, wie z. B. das häusliche Aufhängen der Friedensfahne, Blumenpflanzaktionen oder es wurden Zeitungsanzeigen geschaltet sowie über soziale Medien die Botschaften der Friedensbewegung verbreitet. Mehrere Organisationen (darunter IPPNW Deutschland, die Deutsche Friedensgesellschaft, pax christi Deutschland und das Netzwerk Friedenskooperative) riefen formiert als „Bündnis Virtueller Ostermarsch 2020“ im 60. Jubiläumsjahr der Ostermärsche in Deutschland zum ersten virtuellen Ostermarsch auf. In einem Video auf YouTube wurden am Karsamstag in einem Livestream Redebeiträge und Musik u. a. von Konstantin Wecker übertragen. In Baden-Württemberg zog ein Propellerflugzeug ein mit den Worten „Abrüstung jetzt! Ostermarsch 2020“ beschriftetes Banner und flog damit über das Bundesland. Zusätzlich zu den traditionellen Themen des Ostermarsches kam die Aufnahme von Geflüchteten aus den Lagern auf den griechischen Inseln sowie Forderungen nach einer Klimaschutzpolitik, die der Einhaltung der Ziele des Pariser Abkommens entspricht, hinzu.

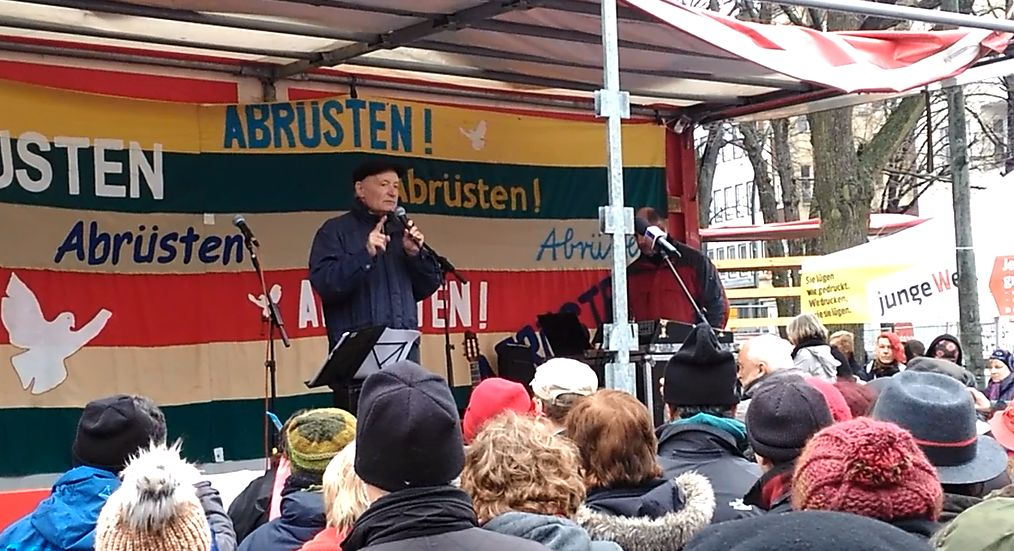
Eugen Drewermann auf dem Berliner Ostermarsch 2018, Turmstraße

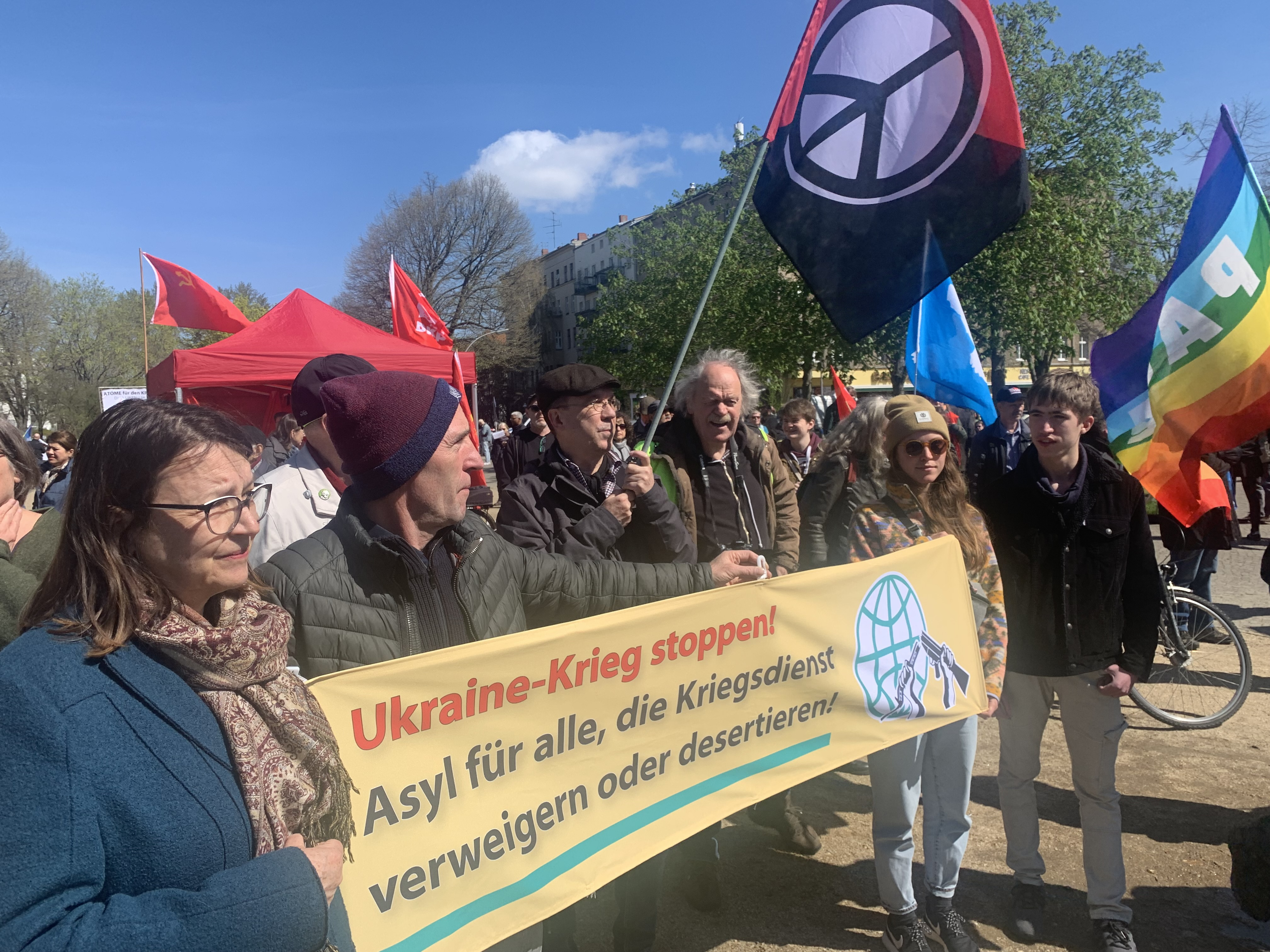
Ostermarsch 2022 in Berlin - Mitglieder der Internationale der Kriegsdienstgegner*innen (IDK)

2022, im Kontext des russischen Überfalls auf die Ukraine, wurde an der radikalpazifistischen Konzeptionierung der Ostermärsche Kritik laut: Der Politikwissenschaftler Albrecht von Lucke forderte im Hinblick auf den laufenden Eroberungskrieg von der Friedensbewegung mehr Selbstkritik und eine Abkehr von einfachen Slogans, während die Politikerin Marina Weisband (Bündnis 90/Die Grünen) die Vereinnahmung des Begriffes „Pazifismus“ durch Akteure mit unrealistischen Positionen beklagte. Der Bundestagspräsident a. D. Wolfgang Thierse (SPD) sprach im Hinblick auf die Parole „Frieden schaffen ohne Waffen“ von einer „Arroganz unerträglicher Art“ gegenüber den Menschen in der Ukraine. Alexander Graf Lambsdorff, MdB (FDP) bezeichnete die Ostermärsche in einer Zeit-Kolumne als „fünfte Kolonne Putins“. Der ukrainische Botschafter in Deutschland, Andrij Melnyk, kritisierte, die Umzüge hätten weder mit Ostern, noch mit Frieden etwas zu tun. In Berlin formierten sich daher erstmals zwei konkurrierende Ostermärsche; die unter dem Namen „Alternativer Ostermarsch“ laufende Veranstaltung sah bewusst von einer Kritik an Waffenlieferungen an die Ukraine und der Ablehnung des Rechtes auf (auch militärische) Selbstverteidigung ab. Das Netzwerk Friedenskooperative relativierte als Reaktion auf diese Kritik seine Position dahingehend, dass das Selbstverteidigungsrecht der Ukraine „vollkommen außer Frage“ stünde; skeptisch stehe man vielmehr der Lieferung schwerer Waffen und vollkommen ablehnend der geplanten Aufstockung des Wehretats gegenüber.

## Schweiz
In der Schweiz findet jeweils ein Ostermarsch in Bern statt. 2024 haben rund 500 Menschen unter dem Motto «Demilitarisierung statt Aufrüstung»
für den Frieden demonstriert. 2022 stand ganz im Zeichen des Kriegs in der Ukraine, es nahmen 800 bis 1000 Menschen teil. In Bern findet der Ostermarsch seit 2003 regelmäßig statt. Als Begründerin zählt Louise Schneider. Der Berner Ostermarsch wird u. a. von den Reformierten Kirchen Bern-Jura-Solothurn, der Gruppe für eine Schweiz ohne Armee (GSoA) und der Erklärung von Bern unterstützt.